# Муњано (Перуђа)
Муњано је насеље у Италији у округу Перуђа, региону Умбрија.
Према процени из 2011. у насељу је живело 899 становника. Насеље се налази на надморској висини од 241 м.